# Théodule Meunier

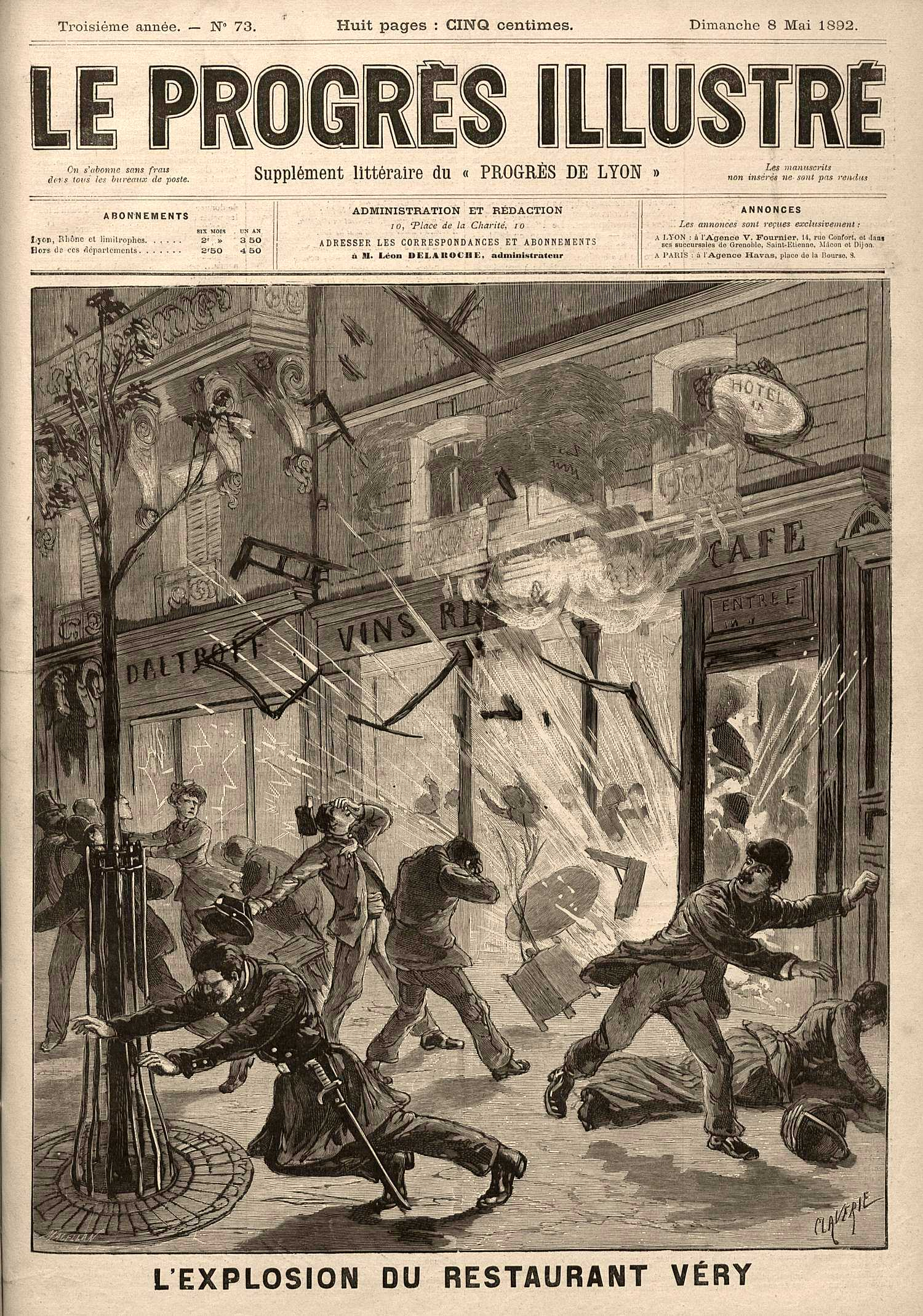
Capa do jornal Le Progrès Illustré anunciando a explosão do Café Véry de autoria de Théodule Meunier.

Théodule Meunier (???? – Cayenne, 25 de Junho de 1907) foi um anarquista ilegalista francês que junto com Emile Henry e Auguste Vaillant, foi responsável por uma série de atentados à bomba em Paris durante a primeira metade do ano de 1892. Os três tinham como alvos específicos locais freqüentados pela alta burguesia como cafés em boulevards e casas de magistrados, e edifícios governamentais como delegacias e até mesmo a câmara dos deputados.

## Biografia
Marceneiro por profissão, Meunier juntou-se ao Movimento anarquista francês no início da década de 1890. De acordo com Charles Malato, se dizia de Meunier que ele era "… o mais memorável tipo de revolucionário iluminista, ascético e visionário, apaixonado pela busca pela sociedade ideal como São Justo, e tão impiedoso em seus meios de alcançá-la."
Durante o julgamento do notório anarquista conhecido como Ravachol, Meunier lançou uma bomba no quartel Lobau (local onde há quase duas décadas os communards haviam sido fuzilados às centenas) em 15 de Março de 1892. Em 25 de Abril, um dia depois de Ravachol ter sido sentenciado, o Café Véry onde Ravachol havia sido preso foi também palco de um atentado à bomba que matou seu dono e um freguês ferindo muitos outros. Procurando asilo na Inglaterra, tal qual outros de seus contemporâneos como Jean-Pierre François ele viveu como refugiado político em Londres até sua eventual prisão pelo detetive da Scotland Yard William Melville na Estação Vitória em 4 de Abril de 1894.
Extraditado para a França em Junho, Meunier foi julgado um mês depois e sentenciado a prisão perpétua na colônia penal de Cayenne. Ele permaneceria por lá durante 14 anos até sua morte em 1907, logo após uma tentativa de fuga que falhou. Em correspondência com seu amigo o anarquista Jean Grave um ano antes de sua morte, Meunier expressava não sentir qualquer remorso por seus atos declarando "Fiz somente o que eu tinha que fazer. Se eu pudesse começar de novo, faria exatamente a mesma coisa".
Na literatura a figura de Théodule Meunier inspirou um dos principais antagonistas do detetive Sherlock Holmes na obra de René Réouven L'Assassin du Boulevard (O Assassino do Boulevard) de 1985.